# Kenji Miyazawa
Kenji Miyazawa (宮沢 賢治 Miyazawa Kenji?,  Hanamaki, Prefectura de Iwate, 27 de agosto de 1896 - ibídem, 21 de septiembre de 1933) fue un reconocido poeta y escritor de libros infantiles japonés, activo durante los últimos años de la era Taishō y comienzos de la era Shōwa. También fue un destacado profesor de ciencias agrícolas, violonchelista, budista devoto, vegetariano y activista social utópico.
Algunas de sus obras más conocidas incluyen Ame ni mo Makezu, Ginga Tetsudō no Yoru, Kaze no Matasaburō, Sero Hiki no Gōshu y Taneyamagahara no Yoru. Miyazawa se convirtió al budismo nichiren después de leer el Sutra del loto, que veía como guía para su vida personal, y se unió al Kokuchūkai, una organización budista nichiren. Sus creencias religiosas y sociales crearon una brecha entre él y su adinerada familia, especialmente con su padre, aunque tras su muerte su familia le seguiría convirtiéndose también al budismo nichiren. Miyazawa fundó la Asociación de agricultores de Rasu para mejorar las vidas de los campesinos en la prefectura de Iwate. También hablaba esperanto y tradujo algunos de sus poemas al idioma.
Miyazawa murió de neumonía en 1933. En vida fue un poeta relativamente desconocido, ganando reconocimiento póstumamente. Disfrutó de un boom a mediados de la década de 1990, en el centenario de su nacimiento. Un museo dedicado a su vida y obras fue inaugurado en 1982 en su ciudad natal de Hanamaki. Muchas de sus historias infantiles han sido adaptadas a series de anime, especialmente Ginga Tetsudō no Yoru. Muchas de sus tankas y poesías en verso libre han sido traducidas a múltiples idiomas y todavía son populares hoy en día.
Se realizó una película sobre la vida familiar del autor titulada Ginga Tetsudō no chichi (El padre del tren de la Vía Láctea) como si fuera descrita del punto de vista de su padre y fue lanzada en los cines de Japón el año 2022.

## Primeros años

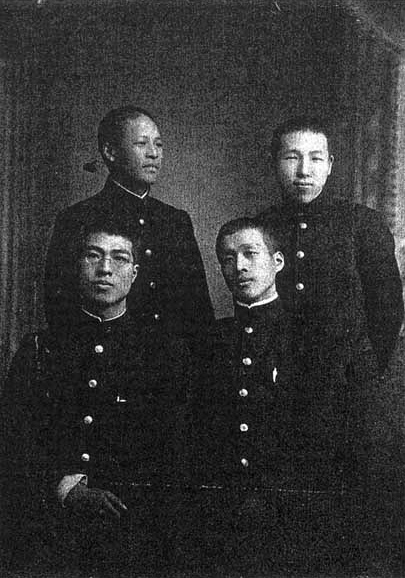
Miyazawa (de pie y primero a la derecha) junto a sus compañeros, circa 1917.

Miyazawa nació el 27 de agosto de 1896 en la ciudad de Hanamaki, prefectura de Iwate, como el hijo mayor de Masajirō e Ichi Miyazawa, un adinerado matrimonio de prestamistas. En el año de su nacimiento, la región sufrió de inundaciones, un fuerte terremoto y un tsunami, desastres en los que murieron numerosas personas. La familia Miyazawa era ferviente seguidora del Jōdo Shinshū, como generalmente lo eran los granjeros en ese distrito. Desde 1898 su padre comenzó a organizar reuniones regulares en el distrito, donde monjes y pensadores budistas daban conferencias. Miyazawa, junto con su hermana menor, Toshi, participó en estas reuniones desde una edad temprana. El área era una región empobrecida de cultivo de arroz, por lo que el joven Kenji creció preocupado por el interés de su familia en el dinero y el estatus social. Fue un estudiante dedicado y entusiasta, desarrollando interés en la poesía durante su adolescencia, en parte bajo la influencia de Takuboku Ishikawa, un poeta de la localidad. Después de graduarse de la escuela media, Miyazawa ayudó en la casa de empeños de su padre. Con trece años escribió su primer tanka y en 1916 comenzó a publicar en diarios locales. Para 1918 ya había compuesto dos cuentos para niños.
Durante sus años de escuela secundaria se convirtió al budismo nichiren después de leer el Sutra del loto, un movimiento que lo pondría en conflicto con su padre. En 1918, se graduó de la Morioka Agriculture and Forestry College (hoy en día la Facultad de Agricultura de la Universidad de Iwate). El mismo año Miyazawa se adhirió al vegetarianismo. Un estudiante brillante, se le otorgó un puesto como estudiante de investigación especial en geología, desarrollando un interés en la ciencia de la tierra y en los fertilizantes. Más adelante, en 1918, él y su madre viajaron a Tokio para cuidar de Toshi, su hermana menor, quien había enfermado mientras estudiaba en la Universidad Femenina de Japón. Miyazawa regresó al año siguiente tras la recuperación de su hermana.

## Carrera

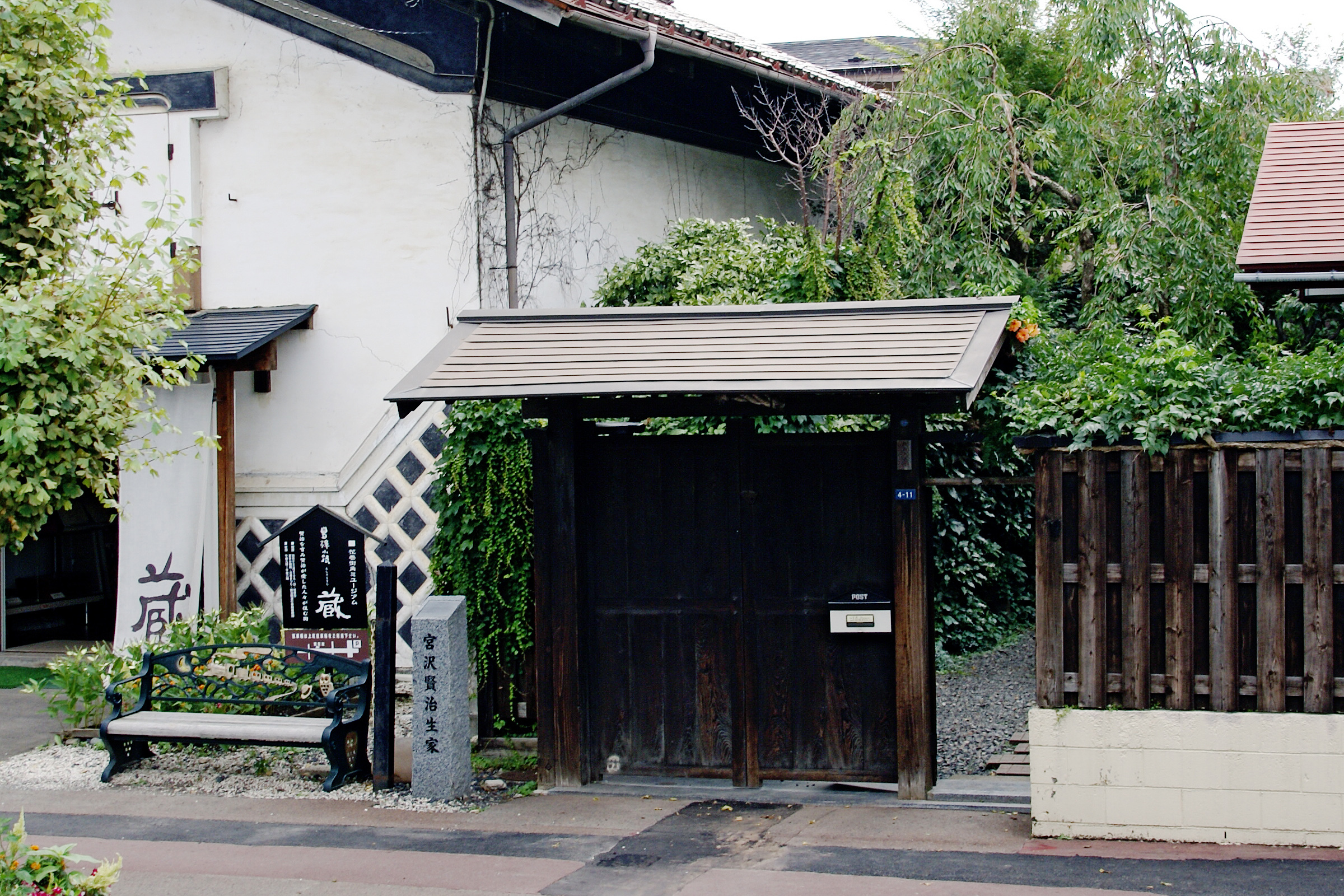
La casa de nacimiento de Miyazawa, hoy en día convertida en museo.

En 1920, terminó sus investigaciones en la facultad geológica. Además se volvió miembro de la secta budista Chigaku-Takana y empezó a creer en el Lotus-Sutra. En 1921, viajó a Tokio. Allí trabajó en una editorial y le dedicaba algún tiempo a la música. En diciembre tomó un trabajo como maestro de ciencia agrícola en la Escuela de Agricultura Hanamaki (Hanamaki nōgakkō). Miyazawa comenzó a escribir en 1922 una colección de poemas libremente diseñados, Haru to Shura (Primavera y Asura). Su querida hermana Toshi murió el 27 de noviembre de 1922. En 1924, publicó por su propia cuenta la colección de poemas Haru to Shura y una colección de historias para niños y cuentos de hadas, Chūmon no Ōi Ryōriten (El restaurante de los muchos pedidos).
En 1926, Miyazawa regresó a su ciudad natal. Vivía en Bezirk Shimoneko de Hanamaki y fundó la Sociedad-Rasuchijin, en la cual enseñaba efectiva ciencias agrarias a jóvenes, con el propósito de mejorar el nivel de vida de los agricultores. También se organizaban allí conciertos de música. Miyazawa continuó escribiendo y publicando poemas. Desde 1928, aparecieron con regularidad en varias revistas, incluyendo algunas importantes. En 1931, trabajó como ingeniero en una cantera. Viajó a Tokio para organizar allí las ventas de carbón, pero debió regresar por motivos de salud. El 3 de diciembre de 1931, escribió el poema Ame ni mo Makezu.
Miyazawa se interesaba por momentos en el esperanto. En sus trabajos aparece muchas veces un mundo imaginario llamado Ihatov o Ihatovo, el cual inventó basándose en su querida prefectura Iwate, en la que el vivía y que también es llamada Ihate. La designación que Miyazawa le da a su mundo imaginario viene de una versión de esperanto de este nombre.
Miyazawa falleció el 21 de septiembre de 1933, a la edad de 37 años, por pulmonía aguda. Muchos de sus trabajos fueron descubiertos tras su muerte y publicados como obras póstumas.

## Obras
- Gingatetsudō no yoru 銀河鉄道の夜 (El tren nocturno de la Vía Láctea)[9]
- Kaze no Matasaburo 風の又三郎
- Cello hiki no Goshu セロ弾きのゴーシュ (Gauche, el chelista)
- Taneyamagahara no yoru 種山ヶ原の夜 (La noche de Taneyamagahara)
- Ame ni mo Makezu 雨ニモマケズ (Sin perder contra la lluvia)
- Guskou Budori no Genki グスコーブドリの伝記 (La vida de Budori Gusko)

### Obras publicadas en español
- Tren Nocturno de la Vía Láctea.  Luna Books,  Gendai-Kikakushitsu, Tokio, 1996.  ISBN4: 7738-9609-4. Contiene los relatos "El tren nocturno de la Vía Láctea", "Matasaburo, el genio del viento" y "Gauche, el violoncelista", traducción directa del japonés por Montse Watkins.
- Historias mágicas. Luna Books, Gendai-Kikakushitsu, Tokio, 1998.  ISBN4: 7738-9610-8. Traducción de Montse Watkins. Colección de 10 relatos y un poema.
- El mesón con muchos pedidos (Chūmon no ooi ryōriten) y otros cuentos de Kenji Miyazawa.  Luna Books,  Gendai-Kikakushitsu, Tokio, 2000. ISBN4: 7738-0004-6. Traducción de Montse Watkins y Elena Gallego Andrada.
- El tren nocturno de la Vía Láctea. Satori Ediciones, 2012. ISBN 978-84-940164-0-0. Contiene los relatos "El tren nocturno de la Vía Láctea", "Matasaburo, el genio del viento" y "Gauche, el violoncelista",  traducidos por Montse Watkins:  obra original “Tren Nocturno de la Vía Láctea”, publicada en Luna Books,  Gendai-Kikakushitsu,  Tokio,  1996.

- La vida de Budori Guski. Satori Ediciones, 2013. ISBN 978-84-941125-9-1. Contiene los relatos "La vida de Budori Gusko", "La estrella Chotacabras", "Las bellotas y el gato montés", "Obbel y el elefante" e "Historias de un espíritu".

- Haru to shura y otros poemas. Ediciones de La Discreta, Madrid, 2017. ISBN 978-84-96322-81-3. Traducción, introducción y notas de Alfredo López-Pasarín Basabe.

## En la cultura popular
La inclinación de Miyazawa por el esperanto fue tomada para la adaptación en anime Ginga Tetsudō no Yoru de 1985 basado en su propio trabajo de 1927, también conocida como Noche sobre la vía de tren galáctica. En ella, todos los signos en el mundo de los principales personajes (Giovanni y Campanella) están escritos en esperanto, así como el lenguaje escrito de los gatos, que es la forma en la que casi todos los personajes son representados.
En el año 1996 se filmó, con motivo del centenario del nacimiento de Miyazawa, el anime Ihatov Gensou: Kenji no Haru (Fantasía Ihatov: La primavera de Kenji), también conocido como Spring and Chaos (Primavera y Caos).
Sus obras han sido adaptadas al anime, como la película Sero Hiki no Gōshu (también conocida como Goshu, el violoncelista) estrenada en 1982, producida por el estudio Oh! Production y dirigida por Isao Takahata; la película Ginga Tetsudō no Yoru (también conocida como  Noche sobre la vía de tren galáctica) estrenada en 1985, dirigida Gisaburō Sugii, producida por Group TAC y Studio Gallop; y el cortometraje Taneyamagahara no Yoru, publicado en 2006, producida por el Studio Ghibli y dirigida por Kazuo Oga.
Es ampliamente destacable la influencia de la obra Noche sobre la vía de tren galáctica en las novelas visuales de SCA-JI, el cual tanto en su obra magna Subarashiki Hibi , como en las más recientes Sakura no Uta y Sakura no Toki, el autor hace gala de un conocimiento sobresaliente de la literatura y filosofía occidental y oriental, teniendo como una de las principales influencias en las mencionadas obras a Kenji Miyazawa.